# Грязная работёнка
Грязная работёнка — передача на канале Discovery Channel, в которой ведущий Майк Роу выполняет трудную, странную, и отвратительно грязную работу совместно с обычными людьми, для которых подобная работа является профессией. Премьера шоу состоялась в ноябре 2003 года с двух пилотных эпизодов. Первый сезон шоу вышел на экраны 26 июля 2005 года. Эпизоды, показанные на европейском Discovery Channel, иногда включают в себя сцены, которые не были включены в американскую версию.
Существует также европейский сезон шоу, где в роли ведущего выступил бывший датский вратарь Петер Шмейхель.
21 ноября 2012 года Майк Роу заявил о том, что Discovery Channel отменил шоу после 9 лет существования в эфире. Последний выпуск программы вышел 12 сентября 2012 года.

## Формат
Работодатель принимает Майка Роу как полноценного помощника на целый рабочий день, в ходе которого Майк должен завершить порученную ему работу несмотря на грязь, дискомфорт, и неудобства.
Майк Роу часто шутит о своей работе называя свои шутки «грязными шутками». Но он почти никогда не подшучивает над самими рабочими. Действительно, Майк с уважением отзывается о людях, которые берутся за такую работу, которую обычный человек никогда не тронет.
Передача всегда начинается со следующей фразы Майка Роу, которую он обычно произносит приступая к особо грязным задачам:
Меня зовут Майк Роу и это моя работа. Я езжу по всей стране в поисках людей, которые не боятся испачкаться, все эти мужчины и женщины трудяги, добывающие деньги честным трудом, который облегчает жизнь нам всем. А теперь приготовьтесь испачкаться...

## История
Идея телешоу возникла случайно. Майк Роу работал на местном канале Сан-Франциско, в передаче которая называлась «Somebody’s Gotta Do It». После эпизода с искусственным осеменением коровы, Майк был завален письмами от шокированных и восхищённых телезрителей. Майк затем послал кассету с этим эпизодом на Discovery Channel, на котором решили создать передачу на основе подобной концепции. Грязную работёнку сейчас продюсирует Крэйг Пилиджиан из en:Pilgrim Films & Television. На Discovery Channel исполнительным продюсером является Gena McCarthy.

## Музыка
Основной музыкальной темой изначально была песня «en:We Care A Lot» группы «Faith No More», в которой звучат такие слова: О, это грязная работа, но кто-то должен делать её (англ. Oh, it's a dirty job but someone's gotta do it). В первой половине 2007 года, она была заменена на общую тему песни из-за вопросов касающихся прав. Более старые эпизоды вышедшие раньше, были переизданы. Позже Майк Роу писал на форуме Discovery: «В итоге, права на We Care a Lot не были получены, или неправильно приобретены в первую очередь». Хотя не было сделало никаких заявлений проясняющих ситуацию, песня «We Care a Lot» возвращается в виде музыкальной темы передачи, начиная с 26 июня 2007 года. Также она была включена в DVD-релизы предыдущих эпизодов.
В рекламном ролике второго сезона звучит песня «Dirty White Boy» группы Foreigner.